# アルヴィン・カーピス
アルヴィン・カーピス（Alvin Francis Karpis,1907年 - 1979年）は、1930年代にアメリカ合衆国で暗躍したバーカー・カーピスギャングのリーダー。強盗や誘拐などの重犯罪を重ね、捜査局は彼を4人目の『公共の敵No,1』に命名した。

## 略歴

### 生い立ち
1907年、カナダのモントリオールで生まれた。両親はリトアニア移民で本名はアルビン・フランシス・カルポヴィッチ(Albin Francis Karpowicz)。
2歳の頃にカンザス州ウィチタの農場に引っ越して、姓をカルポヴィッチからカーピスに変えた。10歳で拳銃を所持しギャングの使い走りになりやがて仲間入りをした。ニックネームは「レイ」。笑ったときの冷たい目を気味悪がって「クリーピー」（不気味なやつ）などと呼ぶ仲間もいた。
19歳のとき強盗未遂で少年院に10年間入ることになったが3年後に脱走。1年で自動車盗で捕まりカンザス州立刑務所に入れられ、ここで悪名高いフレッド・バーカー（Fred Barker,1901-1935）と意気投合する。

### バーカー・カーピスギャングの結成
24歳(1931年)で釈放されるとフレッド・バーカーと手を組み、銀行や郵便局、列車、現金輸送車などを次々に襲撃した。1971年に出版した自伝の中で『1931年からの5年間は間違いなく私が全米で最も稼いだギャングだった』と述べている。

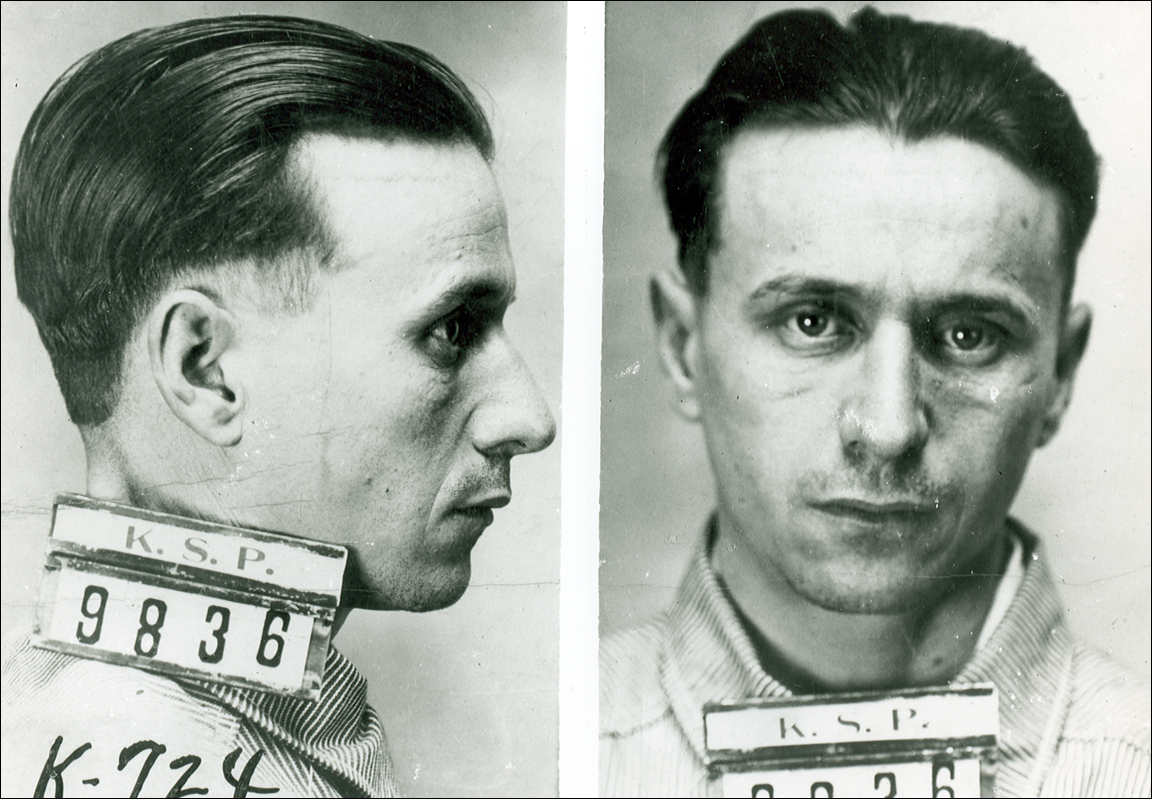
フレッド・バーカー(1901-1935)

1933年の実業家ウィリアム・ハムと、翌年の銀行家エドワード・ブレマーの誘拐事件はカーピスの綿密な計画の基に遂行され、それぞれ10万ドルと20万ドルの身代金を手に入れた。だがブレマーの父親がルーズベルト大統領の友人だったことから、大統領は早急な事件解決を捜査局のフーヴァー長官に命じた。
誘拐事件は完璧と思われたが、捜査局は硝酸銀法という新しい指紋分析技術を開発し、それまで不可能とされていた紙＝脅迫状から指紋を採取し実行犯を割り出した。また身代金の受渡し現場の近くに落ちていたガソリン缶からもバーカーの兄（アーサー・バーカー1899-1939）の指紋が見つかった。
1935年1月16日、相棒のフレッド・バーカーはフロリダ州オクラワハの湖畔の別荘に母親のケイト ”マ”・バーカーと一緒にいるところを捜査局に包囲され、1時間におよぶ銃撃戦の末に2人とも死亡した。

### 逃走

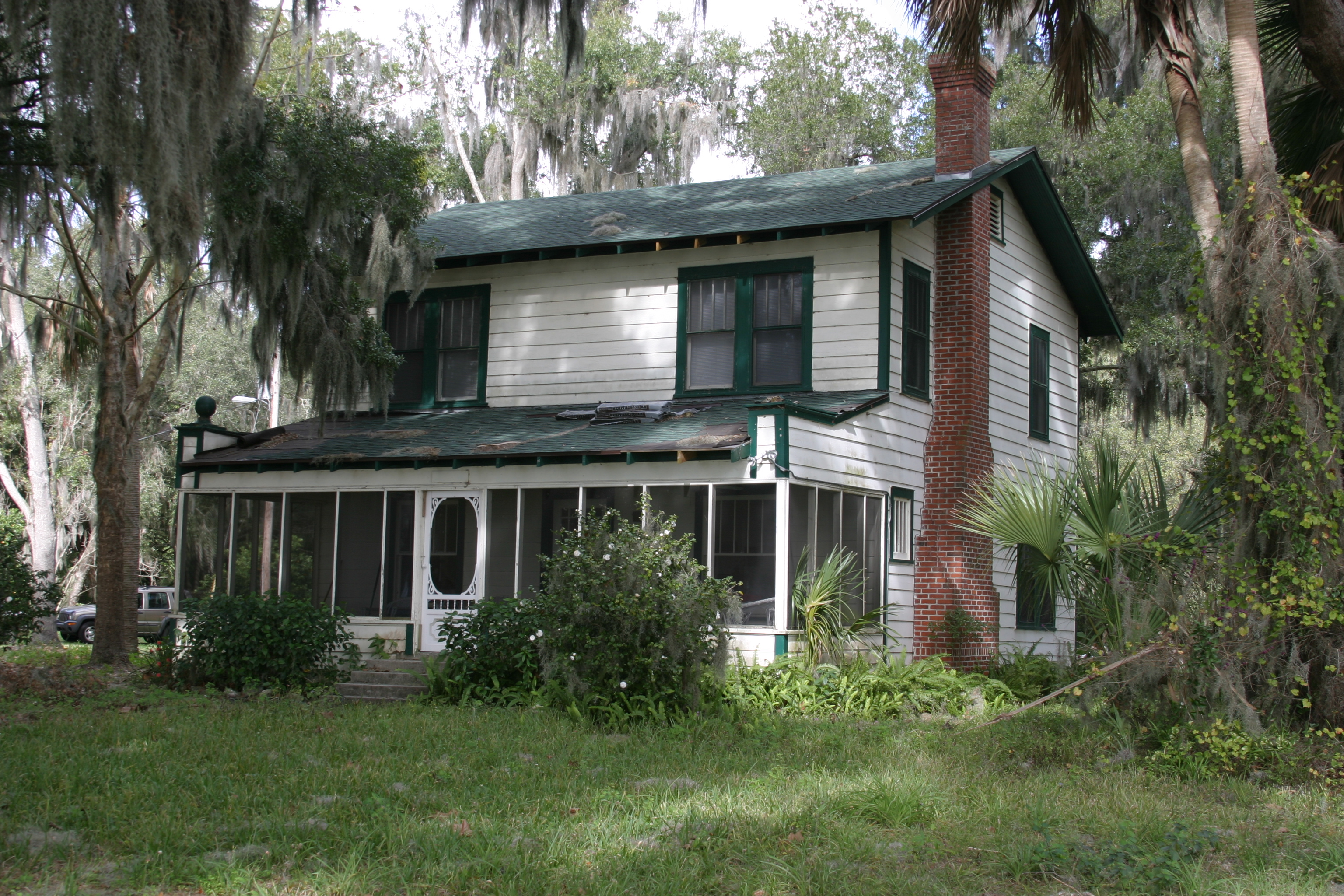
オクラワハの別荘

誘拐事件を実行した頃からカーピスにはドロレス・デラニーという恋人がいた。知り合ったとき彼女は16歳だった。
しばらくの間アーカンソー州ホットスプリングスで警察官を買収してドロレスと仲間のハリー・キャンベルと暮らしていたが、捜査局が近付いていると警告を受けたため3人でアトランティックシティのホテルに移動した。だがバーカーの家にあった領収証からそのホテルも突き止められた。警官を射殺し逃走するが、キャンベルが撃った弾がドロレスが大腿部に当たってしまいドロレスは逮捕された。
ドロレスは妊娠8ヶ月だった。凶悪犯を隠匿した罪で懲役5年の実刑を受け、カーピスとドロレスが再会することは2度となかった 。生まれた男の子はカーピスの両親が養子として引き取りレイモンド・アルヴィン・カルポヴィッチと名付けられた。
1934〜1935年にかけてジョン・デリンジャー、プリティボーイ・フロイド、ベビーフェイス・ネルソンら有名なギャングが相次いで射殺されたあと、捜査局は"公共の敵No,1"（パブリックエネミーNo,1)をカーピスに命名した。
その後も郵便列車強盗を2度も行い、合わせて10万ドル近く(現在の235万ドル）を強奪しているがカーピスはこの6倍の額を想定していたという。郵便列車から大金が奪われたことで郵便監察局が調査に乗り出し、フーヴァー長官は公聴会で矢面に立たされた。

### 逮捕
半年が過ぎ、捜査局はニューオーリンズのアパートに潜伏するカーピスを発見した。事態を収束させ面子を保とうとフーヴァー長官も現地に急行した。
翌日1936年5月2日、カーピスがアパートを出て車に乗り込んだところを逮捕した。このとき誰も手錠を持っておらず捜査官がネクタイを外して手首を縛るという珍事が起きているが、Gメンらは”公共の敵No,1”は射殺されるものだと考えていたようである。
裁判で終身刑を言い渡されアルカトラズ刑務所に送られた。刑務所では模範囚として過ごし、1962年に同刑務所が閉鎖になったときアルカトラズに最も長く服役した囚人となった。そのあとマクニール刑務所に移された。
マクニール刑務所では”リトルチャーリー”と呼ばれる10代の若者にギターを教えてやり、彼が釈放されるときラスベガスにいる昔の仲間に頼んで歌手の仕事を手配してやった。その若者は後にカルト指導者、殺人犯となるチャールズ・マンソンであった。

### 釈放〜死亡
1969年に仮釈放が認められ直ちにカナダに強制送還となった。海外移住しようとパスポートを作ろうとするもギャング時代に指紋の切除手術をしたのでなかなか作れず、4年を経てスペインのリゾート地であるトレモリーノスに移住した。ここで複数の愛人を作り、妄想ではあるが市内の銀行強盗を計画するなど、過去の行いを後ろめたく思うことなく暮らした。『刑務所暮らしで人間は更生などしない』というのが彼の主張である。
1979年8月、アパートで死亡しているのが発見された。72歳だった。部屋に睡眠薬があったが愛人が持ち込んだ物で、アルコールと一緒に服用して気分を高揚させていたのではないかと見られている。
スペインの永住権を持っていたためマラガの墓地に埋葬された。

## 生前のエピソード
- 逮捕時の状況について、捜査局は「フーヴァー長官は自らカーピスに近付き後部座席のライフル銃を取ろうするカーピスの腕を掴んだ。そして手錠をかけろと部下に命じた」と発表している。しかしカーピスの話しでは「10人ぐらいの捜査官が私を取り囲み、安全を確かめてフーヴァーを呼んだ」という[20]。

フーヴァーもカーピスも言葉巧みに情報を操る達人で今となっては憶測でしかない。ただカーピスが乗っていた1936年型プリマスクーペに後部座席はなく、ライフルは布で包まれトランクに置かれていたことがわかっている。
- 回顧録によるとカーピスとバーカーは1932年に裏社会の整形外科医モランにより指紋切除の手術を受けている[23]。各指に麻酔を打ちメスで皮膚を切り落とすという原始的な方法で、術後は耐え難いほどの激痛だったという[24]。

その後モラン医師は「おれがカーピスとバーカーを生かしてやった」などとバーの女に自慢してバーカーの逆鱗に触れ殺された。死体は両手両足を切断されており、歯の治療記録から身元が判明した。
- この時代、犯罪者は逮捕後も財産を保有することができた。逮捕時に乗っていたプリマスは「刑務所を出るころにはもう時代遅れだろう」と故郷の父親に譲った[26]。

- アルカトラズ刑務所に服役して数年後、23歳になった息子夫婦が突然面会に来たことがあった。しかし看守が会話を聞いていたことに息子が激怒し、帰り際には刑務所長にも怒鳴り散らした。以後息子は出入禁止になった[13]。
- 1936年の誘拐事件の共犯者であるフレッド・バーカーの兄のアーサー・バーカーもアルカトラズ刑務所に収容された。1939年に脱獄して泳いで湾を渡ろうとしたところを監視官に見つかり射殺された[27]。

## 登場する作品

### 映画・ドラマ
- ”Gang Busters”　演 - ポール・デュボフ(1952年 テレビシリーズ)
- ”Guns Don't Argue”　演 - ポール・デュボフ(1957年 映画)　Gang Busters の編集版。
- 「連邦警察」”The FBI Story”　演 - ジョージ・クーリー(1959年 映画)
- ”Ma Barker's Killer Brood”　演 - ポール・デュボフ(1960年 映画)　Gang Bustersの編集版。
- 「1932年・実録連邦警察」 ”The F.B.I. Story：The FBI Versus Alvin Karpis”　演 - ロバート・フォックスワース (1974年 テレビ映画)
- 「FBI対ギャング・カンザスシチーの大虐殺」”The Kansas City Massacre”　演 - モーガン・ポール(1975年 テレビ映画)
- ”The Private Files of J. Edgar Hoover”　演 - ブラッド・デクスター(1977年 映画)
- 「J・エドガー」“ J Edger”　演 - マヌ・インティライミ(2011年 映画)
- 「パブリック・エネミーズ」”Public Enemies”　演 - ジョバンニ・リビシ (2009年 映画）

### 出版物
- ”The Alvin Karpis Story” （1969年出版の回顧録）
- ”On The Rock:Twenty-five Years in Alcatraz”（1980年出版の回顧録）